# Saint-Martial-Entraygues
Saint-Martial-Entraygues è un comune francese di 92 abitanti situato nel dipartimento della Corrèze nella regione della Nuova Aquitania.

## Società

### Evoluzione demografica
Abitanti censiti